# Rainer Christoph Schwinges

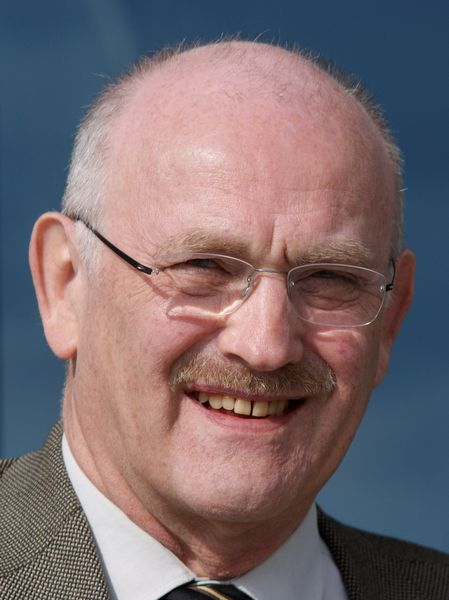
Rainer Christoph Schwinges, aufgenommen von Werner Maleczek im Jahr 2011.

Rainer Christoph Schwinges (* 19. Februar 1943 in Paderborn) ist ein deutsch-schweizerischer Historiker. Er lehrte von 1989 bis 2008 als Professor für Allgemeine Geschichte des Mittelalters an der Universität Bern. Schwerpunktmäßig hat er sich vor allem der mittelalterlichen Universitätsgeschichte gewidmet.

## Leben
Rainer Schwinges wuchs in Köln auf und legte 1963 am Humboldt-Gymnasium Köln das Abitur ab. Es folgte der Wehrdienst und ein Auslandsaufenthalt. Er studierte von Sommersemester 1966 bis Wintersemester 1973/74 Geschichte, Soziologie, Philosophie und Psychologie an den Universitäten Köln, Münster und Gießen. Von 1968 bis 1973 war er Stipendiat des Albertus-Magnus-Vereins der Erzdiözese Köln sowie der Nachwuchsförderung des Landes Hessen. Im Jahr 1974 wurde er in Gießen mit der von Hans-Dietrich Kahl angeregten und betreuten Arbeit über Wilhelm von Tyrus unter dem Titel Kreuzzugsideologie und Toleranz promoviert. Im selben Jahr wurde ihm der Dissertationspreis der Universität Gießen verliehen.
Von 1974 bis 1977 war er wissenschaftlicher Mitarbeiter von František Graus in einem Projekt der Deutschen Forschungsgemeinschaft (DFG) über Entstehung der europäischen Nationen im Mittelalter in Gießen, Prag und Basel. Von 1977 bis 1988 war er Assistent in Gießen. Dort folgte 1985 mit der Abhandlung Deutsche Universitätsbesucher im 14. und 15. Jahrhundert. Studien zur Sozialgeschichte des alten Reiches die Habilitation bei Peter Moraw. Ein Jahr später erhielt er den Preis der Universität Gießen.
Es folgten Lehrtätigkeiten als Privatdozent und Vertretungsprofessor an den Universitäten Gießen, Osnabrück und Bielefeld. Von 1989 bis 1992 lehrte Rainer Schwinges als außerordentlicher Professor und seit 1992 als ordentlicher Professor für Allgemeine Geschichte des Mittelalters an der Universität Bern. Er war von 1997 bis 1999 Dekan der Philosophisch-historischen Fakultät und bis 2001 Senator der Universität Bern. Von 2001 bis 2008 war er Präsident des Forums für Universität und Gesellschaft. Im Jahr 2003 wurde er Universitätsrat der Karl-Franzens-Universität Graz. Im Sommer 2008 wurde er emeritiert. Anlässlich seiner Emeritierung wurde Schwinges eine Tagung gewidmet. Das Ziel der Tagung war es, „die Vorstellung von Mittelalter als einer Zeit der Stagnation zu hinterfragen“. Die Beiträge der Tagung wurden 2010 von Christian Hesse und Klaus Oschema veröffentlicht.
Schwinges ist Mitglied in der Schweizerischen Gesellschaft für Wirtschafts- und Sozialgeschichte (seit 1990), auswärtiges Mitglied in der Akademie gemeinnütziger Wissenschaften zu Erfurt (seit 1995), Mitglied in der International Commission for the History of Universities (Member seit 1991, seit 2016 Honorary member), Mitglied in der Österreichischen Gesellschaft für Wissenschaftsgeschichte (seit 1996), Mitglied im Konstanzer Arbeitskreis für mittelalterliche Geschichte (seit 1998) und ordentliches Mitglied in der Historischen Kommission bei der Bayerischen Akademie der Wissenschaften (seit 1999). Im Jahr 1995 war Schwinges zusammen mit Rainer A. Müller und Rüdiger vom Bruch Gründer der Gesellschaft für Universitäts- und Wissenschaftsgeschichte (GUW) und bis 2009 deren erster Präsident (Ehrenpräsident seit 2015). Die erste Veröffentlichung der Gesellschaft für Universitäts- und Wissenschaftsgeschichte gab er 1999 in einem Sammelband heraus. Damit liegen 22 Vorträge der Tagung „Artisten und Philosophen“ in Ascona von 1997 zusammenfasst vor. Er ist Herausgeber der Veröffentlichungen der Gesellschaft für Universitäts- und Wissenschaftsgeschichte. Für seine Verdienste um das kulturelle Leben der Stadt Bern verlieh ihm die Burgergemeinde Bern 2007 die Externe Burgerliche Medaille. Im Jahr 2021 hat ihn die Schweizerische Akademie der Geistes- und Sozialwissenschaften (SAGW) unter anderem in Anerkennung seiner „visionären Förderung der digitalen Geschichtswissenschaften“ zum Ehrenmitglied ernannt.
Er ist verheiratet und hat eine Tochter.

## Forschungsschwerpunkte
Seine Forschungsschwerpunkte sind die Sozial- und Verfassungsgeschichte sowie die Ideen- und Kulturgeschichte des hohen und späten Mittelalters, insbesondere die Kreuzzugs-, Stadt- und Migrationsgeschichte sowie die Universitäts-, Bildungs- und Wissenschaftsgeschichte des Mittelalters und der Neuzeit. Seine Dissertation entfaltete eine Diskussion über die Möglichkeiten der Toleranz zwischen Christentum und Islam.
Mit Unterstützung des Schweizerischen Nationalfonds führte Schwinges von 1992 bis 1998 das Projekt Neubürger im späten Mittelalter durch, das sich erstmals umfassend mit dem Quellenbestand der so genannten „Bürgerbücher“ bzw. „Neubürgerbücher“ befasste. Aus dem Projekt und einem Symposium ging 2002 der Band Neubürger im späten Mittelalter. Migration und Austausch in der Städtelandschaft des Alten Reiches (1250–1550) hervor. 16 Beiträge widmeten sich verschiedenen Aspekten der Aufnahme von Neubürgern in den Städten vom 13. bis zum 16. Jahrhundert. Dafür dienten 228 Bürgerbücher bzw. 82 Bürgerlisten in der Zeit zwischen 1250 und 1550 als Quellengrundlage. Während seiner Berner Lehrtätigkeit hat er sich wiederholt mit Fragen zur Schweizerischen und Bernischen Geschichte befasst.
Für den Konstanzer Arbeitskreis führte er mit Klaus Wriedt 2001 eine Frühjahrstagung zum Thema Gesandtschafts- und Botenwesen im spätmittelalterlichen Europa durch. Im Herbst 2005 organisierte er eine Tagung des Konstanzer Arbeitskreises zu „Straßen- und Verkehrswesen im hohen und späten Mittelalter“.
Grundlegende Forschungsarbeit leistete Schwinges zur Geschichte der deutschen Universitätsbesucher des 14. und 15. Jahrhunderts, die er mit statistischen und computergestützten Methoden umfassend untersuchte. Mit seiner Studie über die deutschen Universitätsbesucher im 14. und 15. Jahrhundert leistete er einen wichtigen Beitrag für die Sozialgeschichte deutscher Universitäten. Grundlage seiner Untersuchung anhand der Matrikeleditionen ist „das Ausmaß des Hochschulzugangs, ... die bloße Immatrikulationsfrequenz“. Er stellte in den Jahren zwischen 1385 und 1505 einen deutlichen Anstieg der Universitätsbesucher fest. Nach seinen Forschungen erfolgten 205.000 Immatrikulationen an den zwölf Universitäten des Reiches (Wien, Löwen, Basel, Heidelberg, Köln, Erfurt, Leipzig, Rostock,
Greifswald, Freiburg, Ingolstadt und Tübingen). Für Prag, Trier und Mainz sind die Matrikeln nicht mehr verfügbar, so dass die Gesamtzahl noch höher anzusetzen ist. Insgesamt geht Schwinges von 250.000 Universitätsbesuchern im Reich bis Anfang des 16. Jahrhunderts aus. In diesem Zeitraum haben jedoch weniger als drei Prozent aller Universitätsbesucher im Reich den Doktor- oder Lizentiatengrad einer höheren Fakultät erworben. Er stellte einen Zusammenhang zwischen der Universitätsfrequenz mit der Agrarkonjunktur her. Ein Wachstum in den Studentenzahlen ging mit Phasen niedrigen Agrarpreises einher.
Er gab 1996 in einem Sammelband die Ergebnisse einer Tagung vom März 1993 auf dem Monte Verità in Ascona heraus. Dabei ging es in 21 Beiträgen mit einem Schwerpunkt auf das späte 14. und 15. Jahrhundert um die Frage nach dem Anteil gelehrter Eliten am Aus- und Aufbau frühneuzeitlicher Territorien und Städte. Schwinges war von 2001 bis 2019 Leiter des Online-Datenbankprojekts Repertorium Academicum Germanicums (RAG). Anlässlich des 600. Geburtstages der Universität Leipzig im September 2009 organisierte er mit Christian Hesse eine Tagung zur Geschichte des Berufungswesens an den Universitäten Mitteleuropas. Die Beiträge wurden 2012 herausgegeben.

## Schriften
Monografien
- Das Leben des Kölner Magisters Gerhard von Wieringen (1451 bis nach 1501). Mit einer Edition seines Notiz- und Rechnungsbuches (= RAG-Forschungen. Band 5). Übersetzung aus dem Lateinischen von Helena Müller. vdf Hochschulverlag an der ETH Zürich, Zürich 2023, ISBN  978-3-7281-4162-0 (online).
- Rektorwahlen. Ein Beitrag zur Verfassungs-, Sozial- und Universitätsgeschichte des Alten Reiches im 15. Jahrhundert. Mit Rektoren- und Wahlmännerverzeichnissen der Universitäten Köln und Erfurt aus der zweiten Hälfte des 15. Jahrhunderts (= Vorträge und Forschungen, Sonderband. 38). Thorbecke, Sigmaringen 1992, ISBN 3-7995-6698-8 (online).
- Deutsche Universitätsbesucher im 14. und 15. Jahrhundert. Studien zur Sozialgeschichte des Alten Reiches (= Veröffentlichungen des Instituts für Europäische Geschichte Mainz. Band 123). Steiner, Stuttgart 1986, ISBN 3-515-04561-9 (Vollständig zugleich: Gießen, Universität, Habilitations-Schrift, 1984/85).
- Kreuzzugsideologie und Toleranz. Studien zu Wilhelm von Tyrus (= Monographien zur Geschichte des Mittelalters. Band 15). Hiersemann, Stuttgart 1977, ISBN 3-7772-7705-3 (Vollständig zugleich: Gießen, Universität, Dissertation, 1973).

Herausgeberschaften
- mit Kaspar Gubler und Christian Hesse: Person und Wissen. Bilanz und Perspektiven (= Repertorium Academicum Germanicum (RAG) – Forschungen. Band 4). Vdf Hochschulverlag ETH, Zürich 2022, ISBN 978-3-7281-4114-9 (online).
- mit Michael Matheus: Studieren im Rom der Renaissance (= Repertorium Academicum Germanicum (RAG) – Forschungen. Band 3). Vdf Hochschulverlag ETH, Zürich 2020, ISBN 978-3-7281-3994-8 (online).
- mit Kaspar Gubler: Gelehrte Lebenswelten im 15. und 16. Jahrhundert (= Repertorium Academicum Germanicum (RAG) – Forschungen. Band 2). Vdf Hochschulverlag ETH, Zürich 2018, ISBN 978-3-7281-3929-0 (open access) (online).
- mit Paul Messerli: Entwicklungsmodell Europa. Entstehung, Ausbreitung und Herausforderung durch die Globalisierung. Publikation des Forum für Universität und Gesellschaft Universität Bern. Vdf Hochschulverlag ETH, Zürich 2011, ISBN 978-3-7281-3371-7.
- mit Regula Schorta: Fashion and Clothing in Late Medieval Europe - Mode und Kleidung im Europa des späten Mittelalters. Schwabe, Basel 2010, ISBN 978-3-7965-2585-8.
- mit Klaus Oschema: Karl der Kühne von Burgund. Fürst zwischen europäischem Adel und der Eidgenossenschaft. Verlag Neue Zürcher Zeitung, Zürich 2010, ISBN 3-03-823542-3.
- mit Matthias Konradt: Juden in ihrer Umwelt. Akkulturation des Judentums in Antike und Mittelalter. Eine Publikation der Interfakultären Forschungsstelle für Judaistik der Universität Bern. Schwabe, Basel 2009, ISBN 978-3-7965-2424-0.
- Universität im öffentlichen Raum (= Veröffentlichungen der Gesellschaft für Universitäts- und Wissenschaftsgeschichte. Band 10). Schwabe, Basel 2008, ISBN 978-3-7965-2423-3.
- Straßen- und Verkehrswesen im hohen und späten Mittelalter (= Vorträge und Forschungen. Band 66). Thorbecke, Ostfildern 2007, ISBN 3-7995-6866-2 (online).
- Examen, Titel, Promotionen. Akademisches und staatliches Qualifikationswesen vom 13. bis zum 21. Jahrhundert (= Veröffentlichungen der Gesellschaft für Universitäts- und Wissenschaftsgeschichte. Band 7). Schwabe, Basel 2007, ISBN 978-3-7965-2155-3
- Europa im späten Mittelalter. Politik – Gesellschaft – Kultur (= Historische Zeitschrift. Neue Folge, Band 40). Oldenbourg, München 2006, ISBN 3-486-64440-8.
- Finanzierung von Universität und Wissenschaft in Vergangenheit und Gegenwart (= Veröffentlichungen der Gesellschaft für Universitäts- und Wissenschaftsgeschichte. Band 6). Schwabe, Basel 2005, ISBN 3-7965-2028-6.
- mit Klaus Wriedt: Gesandtschafts- und Botenwesen im spätmittelalterlichen Europa (= Vorträge und Forschungen. Band 60). Thorbecke, Ostfildern 2003, ISBN 3-7995-6860-3 (online).
- mit Ellen Beer: Berns grosse Zeit. Das 15. Jahrhundert neu entdeckt (1999). 2. korrigierte Auflage. Schulverlag blmv und Stämpfli, Bern 2003, ISBN 3-906721-28-0.
- Berns mutige Zeit. Das 13. und 14. Jahrhundert neu entdeckt. Stämpfli, Bern 2003, ISBN 3-7272-1272-1
- Neubürger im späten Mittelalter. Migration und Austausch in der Städtelandschaft des alten Reiches (1250–1550) (= Zeitschrift für historische Forschung. Band 30). Duncker & Humblot, Berlin 2002, ISBN 3-428-10929-5.
- Humboldt International. Der Export des deutschen Universitätsmodells im 19. und 20. Jahrhundert (= Veröffentlichungen der Gesellschaft für Universitäts- und Wissenschaftsgeschichte. Band 3). Schwabe, Basel 2001, ISBN 3-7965-1735-8.
- Gelehrte im Reich. Zur Sozial- und Wirkungsgeschichte akademischer Eliten des 14. bis 16. Jahrhunderts (= Zeitschrift für historische Forschung. Beiheft. Band 18). Duncker & Humblot, Berlin 1996, ISBN 3-428-08728-3.
- Über König und Reich. Aufsätze zur deutschen Verfassungsgeschichte des späten Mittelalters. Festschrift aus Anlaß des 60. Geburtstags von Peter Moraw am 31. August 1995. Thorbecke, Sigmaringen 1995, ISBN 3-7995-7076-4.
- mit Herbert Ludat: Politik, Gesellschaft, Geschichtsschreibung. Gießener Festgabe für František Graus zum 60. Geburtstag (= Archiv für Kulturgeschichte. Band 18). Böhlau, Köln u. a. 1982, ISBN 3-412-01982-8.

Edition
- Das Leben des Kölner Magisters Gerhard von Wieringen (1451 bis nach 1501). Mit einer Edition seines Notiz- und Rechnungsbuches (= Repertorium Academicum Germanicum [RAG]. Forschungen. Band 5). vdf, Zürich 2023 (online).
- mit Klaus Wriedt: Das Bakkalarenregister der Artistenfakultät der Universität Erfurt 1392–1521. Registrum baccalariorum de facultate arcium universitatis studii Erffordensis existencium (= Veröffentlichungen der Historischen Kommission für Thüringen. Band 3). Fischer, Jena u. a. 1995, ISBN 3-334-61020-9.

Aufsatzsammlung
- Studenten und Gelehrte. Studien zur Sozial- und Kulturgeschichte deutscher Universitäten im Mittelalter (= Education and society in the Middle Ages and Renaissance. Band 32). Brill, Leiden 2008, ISBN 978-90-04-16425-3.